# Taneli Hämäläinen
Taneli Hämäläinen (Kuopio, 16 april 2001) is een Fins voetballer die doorgaans speelt als verdediger. Hij verruilde in 2025 KuPS voor ADO Den Haag.

## Clubcarrière
Hämäläinen doorliep de jeugd van KuPS en speelde daar ook de eerste vijf jaar van zijn carrière. Hij won met de club drie maal de Finse voetbalbeker en in het seizoen 2024 werd hij kampioen met de club. Hierdoor speelde hij ook verschillende malen kwalificatiewedstrijden voor de UEFA Conference League, waaronder tegen 1. FC Union Berlin en BSC Young Boys.
In december 2024 stapte Hämäläinen over naar ADO Den Haag, dat uitkwam in de Keuken Kampioen Divisie. Hij debuteerde op 17 januari tegen Helmond Sport (3-1). Hij kwam in de 62e minuut in de ploeg voor Daryl van Mieghem. Op 7 februari, tegen FC Volendam, gaf hij zijn eerste assist, op Lee Bonis. Mede hierdoor won ADO met 2-1.

## Statistieken
| Seizoen | Club               | Competitie     | Competitie | Competitie | Beker | Beker | Overig | Overig | Totaal | Totaal |
| Seizoen | Club               | Competitie     | Wed.       | Dlp.       | Wed.  | Dlp.  | Dlp.   | Dlp.   | Wed.   | Dlp.   |
| ------- | ------------------ | -------------- | ---------- | ---------- | ----- | ----- | ------ | ------ | ------ | ------ |
| 2020    | Kuopion Palloseura | Veikkausliiga  | 0          | 0          | 1     | 0     | 0      | 0      | 1      | 0      |
| 2021    | Kuopion Palloseura | Veikkausliiga  | 23         | 2          | 6     | 0     | 7      | 0      | 36     | 2      |
| 2022    | Kuopion Palloseura | Veikkausliiga  | 16         | 0          | 7     | 0     | 5      | 0      | 28     | 0      |
| 2023    | Kuopion Palloseura | Veikkausliiga  | 13         | 0          | 6     | 0     | 1      | 0      | 20     | 0      |
| 2024    | Kuopion Palloseura | Veikkausliiga  | 24         | 2          | 8     | 0     | 3      | 0      | 35     | 2      |
| 2024/25 | ADO Den Haag       | Eerste divisie | 11         | 0          | 0     | 0     | 0      | 0      | 11     | 0      |
| Totaal  | Totaal             | Totaal         | 87         | 4          | 28    | 0     | 16     | 0      | 131    | 4      |

Bijgewerkt op 16 juni 2025.

## Erelijst
Kuopion Palloseura
- Finse voetbalbeker (3x): 2021, 2022, 2024
- Veikkausliiga (1x): 2024